# Henri Gérin-Lajoie
Pour les articles homonymes, voir Gérin-Lajoie.
Henri Gérin-Lajoie (18 octobre 1859, Québec, Canada-Est, Province du Canada - 7 mai 1936, Montréal, Québec, Canada) est un avocat québécois. Il a été bâtonnier du Québec.

## Origine et formation

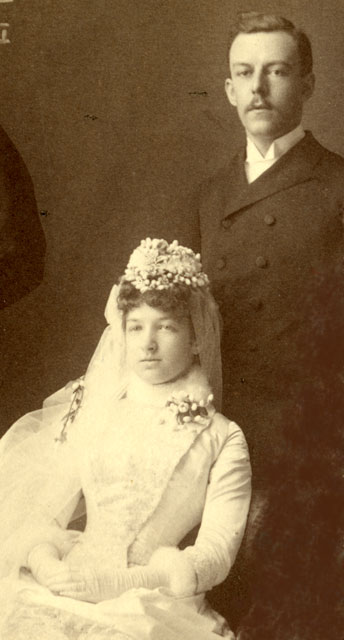
Mariage d'Henri Gérin-Lajoie et Marie Lacoste, 11 janvier 1887.

Fils aîné d'Antoine Gérin-Lajoie, journaliste, avocat, écrivain et fonctionnaire, et de Joséphine-Henriette Parent, Henri Gérin-Lajoie est un membre de la famille Gérin-Lajoie, une influente famille canadienne française qui s'est beaucoup illustrée sur la scène politique, juridique et sociale du Québec,. Quatre autres enfants naîtront du couple formé par Antoine et Joséphine : Léon Gérin, Auguste Gérin, Antoinette Gérin-Lajoie et Gabrielle Gérin-Lajoie,. L'année de naissance d'Henri Gérin-Lajoie, 1859, coïncide à l'année où son père, qui occupe alors le poste de bibliothécaire adjoint de l’Assemblée législative de la province du Canada, déménage de Toronto à Québec en raison du déplacement de la capitale de la Province du Canada tous les quatre ans entre les deux villes. Des trois fils d'Antoine Gérin-Lajoie, seul Henri a conservé le « Lajoie » dans son nom de famille, les deux autres s'étant limités à « Gérin » seulement.
En 1878, Henri Gérin-Lajoie obtient d'abord un baccalauréat ès arts de l'Université d'Ottawa avant d'obtenir un autre baccalauréat, cette fois en droit, de l'Université Laval à Québec en 1881. Gérin-Lajoie est admis au Barreau du Québec la même année que celle de l'obtention de son diplôme.

## Carrière professionnelle
Henri Gérin-Lajoie pratique le droit à Montréal, où il a notamment entamé son parcours professionnel dans l'étude Kavanagh, Lacoste et Lajoie, en partenariat avec Henry John Kavanagh et Paul Lacoste. Spécialiste des lois de la finance et des banques, Henri Gérin-Lajoie est un des fondateurs de la Banque provinciale du Canada, devient membre du conseil d'administration de cette même institution en 1927 avant d'en devenir le président en 1935. Un petit coup d'éclat survient au Barreau du Québec 1928 lorsque Rodolphe Monty, conjointement bâtonnier du Barreau de Montréal et bâtonnier du Québec, meurt subitement le 1er décembre 1928. La fonction de bâtonnier du Barreau de Montréal est revenu à Henri Gérin-Lajoie qui, succinctement, parvient également à se faire élire à titre de nouveau bâtonnier du Québec en décembre 1928, lui permettant de compléter le bâtonnat de 1928-1929,. Il reçoit en avril 1929 le titre de docteur en droit de l'Université d'Ottawa avant de s'associer quelques mois plus tard aux avocats Gélinas et MacNaughton de Montréal. Au cours de sa vie, Henri Gérin-Lajoie a aussi été membre du conseil d'administration de l'hôpital Notre-Dame de Montréal et de l'hôpital Sainte-Justine et membre du Canadian Club et de l'Alliance française.

## Vie privée et décès

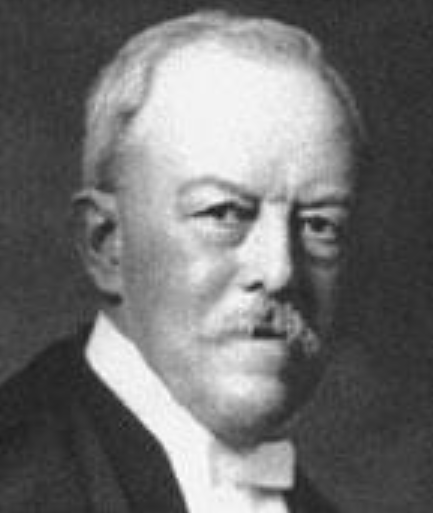
Henri Gérin-Lajoie, 1929.

En 1884, Henri Gérin-Lajoie fait la rencontre de Marie Lacoste, fille d'Alexandre Lacoste et de Marie-Louise Globensky. Celle-ci développe une vive estime pour lui et apprécie le milieu libéral duquel il provient. Le 11 janvier 1887, Henri Gérin-Lajoie, 27 ans, épouse Marie Lacoste, 19 ans, à la cathédrale Saint-Jacques de Montréal,. La cérémonie, présidée par Louis-Delphis-Adolphe Maréchal, vicaire général de l'archidiocèse, voit Alexandre Lacoste agir à titre de témoin pour sa fille tandis que c'est Étienne Parent, l'oncle d'Henri Gérin-Lajoie, qui l'a été pour son neveu. Marie Lacoste, qui deviendra éventuellement féministe, réformatrice sociale, conférencière, éducatrice et auteure, est aussi appelée à devenir une pionnière du mouvement pour le droit des femmes au Québec,. Autodidacte et bilingue, Marie Lacoste épluchera abondamment les imposantes bibliothèques de son père et de son époux, tous les deux des avocats, affutant davantage ses opinions sur la condition juridique déplorable des femmes et de leur statut d'infériorité,. Marie Lacoste met d'ailleurs comme condition de mariage à Henri Gérin-Lajoie d'être libre de pouvoir travailler à l'amélioration du sort des femmes, ce à quoi il a consenti en ajoutant : « pourvu que vous ne négligiez pas vos obligations de famille ».
Quatre enfants naîtront de l'union entre Gérin-Lajoie et Lacoste. L'aînée, Marie Gérin-Lajoie (1890-1971), féministe, pionnière du travail social au Québec, fondatrice de l’Institut Notre-Dame-du-Bon-Conseil et également une figure marquante de la défense des droits des femmes au Québec, est la première femme au Québec à recevoir un baccalauréat ès arts,. Henri Gérin-Lajoie (1892-1976, le père de Paul Gérin-Lajoie) et Alexandre Gérin-Lajoie (1893-1969) suivront les traces de leur père et deviendront eux aussi des avocats,,. Léon Gérin-Lajoie (1895-1959) deviendra quant à lui médecin, enseignant et vice-doyen de l'Université de Montréal,.
Le 3 mai 1936, Henri Gérin-Lajoie est percuté par une automobile sur la rue Elmwood tout près de la résidence familiale dans le quartier Outremont, à Montréal,. Grièvement blessé, il meurt des suites de ses blessures quelques jours plus tard le 7 mai 1936 à l'âge de 76 ans,. Il est inhumé le 9 mai suivant dans la tombe réservée à sa famille au cimetière Notre-Dame-des-Neiges de Montréal.

## Hommages et distinctions

### Titre honorifique
- Conseiller de la reine

### Titre de civilité
- Monsieur le bâtonnier[10]

## Galerie

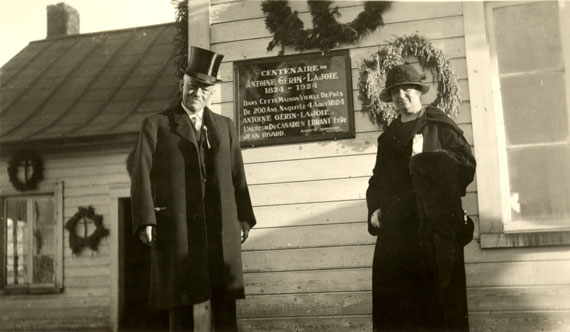
Henri Gérin-Lajoie et Marie Lacoste devant la maison natale d’Antoine Gérin-Lajoie à Yamachiche, 24 septembre 1924.
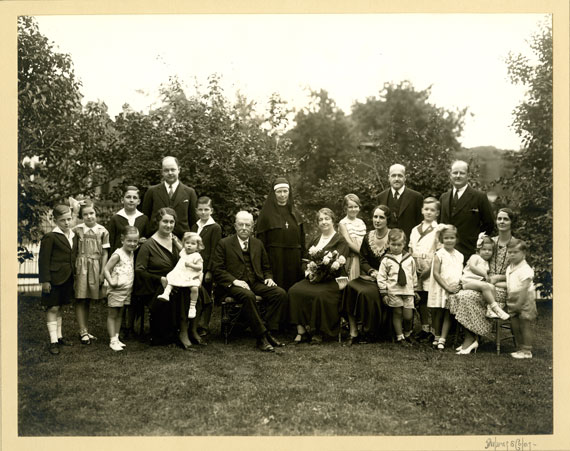
Famille d'Henri Gérin-Lajoie et Marie Lacoste, 12 juin 1932.

## Ouvrage
- Henri Gérin-Lajoie et Marc Stein, Supplément au Code de Procédure Civile annoté de la Province de Québec. Contenant la jurisprudence complète depuis la publication du Code de Procédure Civile Annoté Gérin-Lajoie et suivi des Règles de Pratique des tribunaux de la Province de Québec et d'un Index des causes rapportées au Supplément, Montréal, Wilson & Lafleur Éditeurs, 1934, XII,1475 pages.

#### Droit
- Avocat, Juriste
- Droit au Québec, Droit civil
- Histoire du droit au Québec, XIXe siècle en droit au Québec, XXe siècle en droit au Québec
- Système judiciaire du Québec, Loi du Québec
- Barreau du Québec, Bâtonnier du Québec
- Barreau de Montréal, Districts judiciaires du Québec
- Code civil du Bas-Canada, Code criminel du Canada